# Francesco Balbi di Correggio

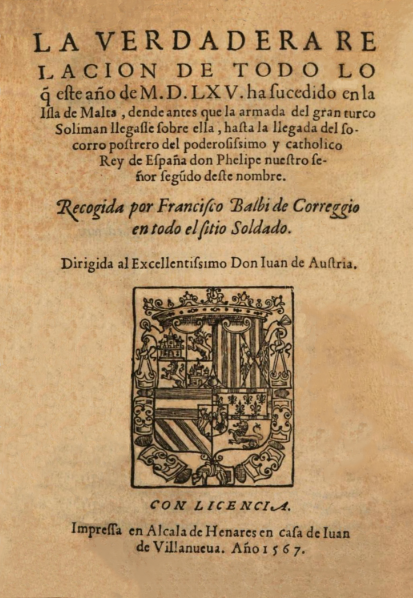
Erste Ausgabe von Balbis Bericht über die Belagerung Maltas, gedruckt 1567 in Alcalá de Henares.

Francesco Balbi di Correggio (* wahrscheinlich 16. März 1505 in Correggio, Provinz Reggio Emilia; † 12. Dezember 1589) war ein italienischer Poet, Schriftsteller und Söldner, der bei der Belagerung von Malta (1565) als Arkebusier im spanischen Kontingent diente.

## Leben und Werk
Über Balbi ist nicht viel bekannt, abgesehen von der Tatsache, dass er der einzige Chronist des Kampfes um Malta war, der – noch im Alter von 60 Jahren – persönlich an den Kämpfen teilnahm – er gehörte zur Besatzung von Senglea – und somit Augenzeuge der Ereignisse während der gesamten Belagerung war. Die von ihm verfasste Geschichte der Belagerung erschien zwei Jahre nach den Ereignissen (1567) auf Spanisch, eine verbesserte und erweiterte Neuauflage im Jahr 1568.
Fast alle seitdem geschriebenen Werke, die sich mit der türkischen Belagerung Maltas befassen, haben ihre Basisdaten aus dem von Balbi verfassten Werk bezogen. Balbi zählt darüber hinaus die Namen aller während der Belagerung teilnehmenden Ritter auf, unterteilt nach Gefallenen und Überlebenden.

## Beurteilung nach Ernle Bradford
„[...] Balbi [ist] in den meisten seiner Angaben sehr vorsichtig und sein ganzer Bericht nüchtern und gewissenhaft... Balbis Darstellung [ist] bei weitem die beste - der einfache, ungeschminkte Bericht eines kämpfenden Soldaten“; (Ernle Bradford: The Great Siege. 1961, Anmerkungen zu Kapitel 8 und 27).

## Werkausgaben
- La verdadera relacion de todo lo q[ue] este año de MDLXV ha sucedido en la Isla de Malta, dende antes que la armada del gran turco Soliman llegasse sobre ella, hasta la llegada del socorro postrero del poderosissimo y catholico Rey de España don Phelipe nuestro señor segūdo deste nombre, recogida por Francisco Balbi de Correggio en todo el sitio Soldado ... Alcalá de Henares : Iuan de Villanueua 1567. - Zweite verbesserte und erweiterte Auflage Barcelona : Reigner 1568.
- The Siege of Malta 1565. Translated from Spanish by Henry Alexander Balbi. With a foreword by Harry Luke. Copenhagen : Ole Rostock 1961. Ungekürzte Übersetzung.
- The Siege of Malta, 1565. Translated from the Spanish edition of 1568 by Ernle Bradford. London : Folio Society 1965 (gekürzt und überarbeitet).